# Föhlritz
Föhlritz ist ein weilerartiger Ortsteil von Dermbach im Wartburgkreis in Thüringen.

## Lage
Föhlritz liegt an der Kreisstraße 93C nördlich von Brunnhartshausen. Im Nordwesten liegt Steinberg, im Südosten Neidhartshausen. Die hängige Flur der beginnenden Rhön ist mit begrünten Rainen durchsetzt.

## Geschichte
Das Dorf wurde 1325 erstmals urkundlich erwähnt.
Der Ort gehörte über Jahrhunderte zum Amt Fischberg, welches sich zeitweise im Besitz der Herren von Neidhartshausen, der Herren von Frankenstein, der Grafen von Henneberg-Schleusingen, des Klosters Fulda, verschiedener Ernestinischer Herzogtümer und zuletzt ab 1815 des Großherzogtums Sachsen-Weimar-Eisenach befand.
In Föhlritz gründeten die Maler Max Nehrling, Gottlieb Krippendorf und Rudolf Riege 1913 die „Künstlerkolonie Föhlritz“. Diese löste sich kriegsbedingt 1916 auf, wurde 1920 wieder aktiviert und existierte bis 1957.
80 Einwohner besiedeln heute den Ortsteil.